# Razgledni stolp na Stolpniku
Razgledni stolp na Stolpniku je 25 metrov visok razgledni stolp, zgrajen na Stolpniku, najvišjem vrhu Konjiške gore, na 1012 metrih nadmorske višine. Zgraditi ga je dalo  PD Slovenske Konjice leta 1997. 

## Zgodovina
Na vrhu Stolpnika je še po drugi svetovni vojni stal lesen stolp, ki pa je sčasoma propadel. Na pobudo Planinskega društva Slovenske Konjice in s podporo Občine Slovenske Konjice in okoliških občin so se pričele aktivnosti za postavitev novega razglednega stolpa, ki je bil končan ob 70-letnici planinstva v Dravinjski dolini. 

## Gradnja
Izvajalec gradbenih del je bil Kongrad d.d. iz Slovenskih Konjic, ki je opravil tudi montažo jeklene konstrukcije. Prenose materiala do gradbišča so s prostovoljnim delom večinoma opravili člani PD Slovenske Konjice. Vroče cinkanje je opravila družba Cerax d.d. iz Celja. Nadzornik je bilo podjetje Gea Biro d.o.o. Strelovodne instalacije je montirala družba Stik d.o.o. iz Slovenskih Konjic.
Glavni sponzorji gradnje so bili Občina Slovenske Konjice, Občina Zreče, Unior Turizem Zreče in pa tisti posamezniki, katerih imena so zapisana na vsaki izmed 140-ih stopnic na stolpu z vmesno in zgornjo razgledno ploščadjo.

## Podatki
- višina zgornje ploščadi/observatorija: 25,0 m
- število nadstropij: zgornja in vmesna ploščad
- nadmorska višina: 1012 m
- struktura: vroče pocinkana jeklena konstrucija z armirano betonskimi točkovnimi temelji
- število vseh montažnih stopnic: 130 + 10 povečanih

Vsi donatorji, ki so prispevali sredstva za gradnjo stolpa, imajo na stopnicah napisno ploščico s svojim imenom in priimkom oz. firmo.